# بانوی سرخ‌پوش (شبح)

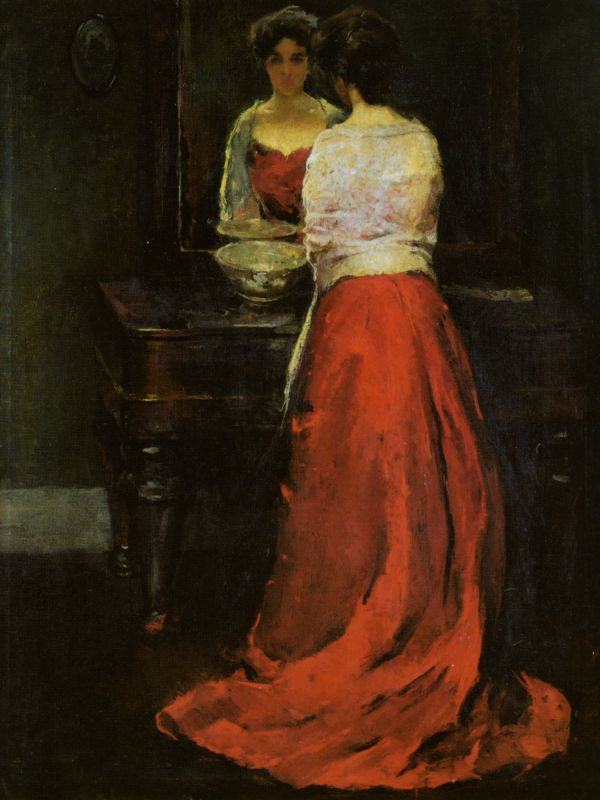
نقاشی بانوی سرخ‌پوش اثر چارلز وبستر هاوتورن

بانوی سرخ‌پوش یکی از انواع ارواح مؤنث شبیه به بانوی سفیدپوش است اما طبق افسانه‌ها معمولاً شخصیت یک معشوقهٔ فریب‌خورده، روسپی کشته‌شده به دلیل هوای نفس یا زن باطل و بیهوده را دارد. به همین دلیل به عنوان قربانی شیءانگاری تلقی می‌شود.
او معمولاً روسری یا جامه‌ای به رنگ سرخ می‌پوشد. بانوی سرخ‌پوش که شخصیتش خودمانی و دوستانه توصیف شده معمولاً در هتل‌های قدیمی، تئاترها یا دیگر اماکن عمومی دیده می‌شود اما بیشترین گزارش‌ها از حضور او در کمپ‌های قدیمی اسکان معدنچیان حکایت دارند که می‌تواند به دلیل رواج فحشا در آن مکان‌ها باشد.

## ایالات متحده آمریکا
گزارش شده که یک بانوی سرخ‌پوش تالار رِکسهَم در چسترفیلد، ویرجینیا را تسخیر کرده‌است. گمان می‌رود او سوزانا والتهال، دختر مالک اصلی این ساختمان باشد. در کتاب «تاریخچهٔ چسترفیلد کانتی» در مورد این زن نوشته شده در حالی که در ایوان نشسته بوده مشاهده شده و صدای قدم‌های او را در ساختمان می‌توان شنید. حرکت خودبه‌خودی صندلی‌های راحتی روی بالکن، باز و بسته شدن بی‌دلیل درها و احساس جریان هوای سرد در ساختمان به حضور او نسبت داده می‌شوند.
طبقهٔ پنجم هتل میزپا در نوادا به حضور یک بانوی سرخ‌پوش به‌نام رُز معروف است که به دست عاشق حسودش کشته شد. طبق گزارش‌ها وی در گوش میهمانان مرد نجوا می‌کند و مرواریدهای گردنبند پاره شده‌اش را روی بالشهای آن‌ها می‌گذارد.

## کانادا
در ونکوور روح زنی به نام جنی پرل کاکس به‌عنوان بانوی سرخ‌پوش شناخته شده‌است. کاکس که در زمان حیاتش شخص سرشناسی بوده در سال ۱۹۴۴ در یک سانحهٔ رانندگی مقابل هتل فِرمانت ونکور کشته شد.
گفته می‌شود سالن کنسرت فرست‌انتاریو واقع در همیلتون، انتاریو توسط یک بانوی سرخ‌پوش تسخیر شده‌است که وقتی می‌گرید اشکی به رنگ خون از چشمانش سرازیر می‌شود. حضور او در این ساختمان هم توسط کارکنان و هم بوسیلهٔ تماشاگران گزارش شده‌است.

## بریتانیا و ایرلند
گفته می‌شود یک بانوی سرخ‌پوش از قرن دوازدهم میلادی در جستجوی گور کودک مرده به دنیا آمده‌اش در اطراف کلیسای سینت نیکولاس در روستای پلاکلی پرسه می‌زند.
گفته می‌شود که باغ خانهٔ تاریخی گرین‌بَنک در گلاسگو، بوسیلهٔ یک بانوی سرخ‌پوش به همراه شبح یک سگ سیاه بزرگ تسخیر شده‌است.